# در محاصره طوفان
در محاصره طوفان (به انگلیسی: Beneath the Storm) یک فیلم بقا و دلهره‌آور آمریکایی به نویسندگی و کارگردانی تومی ویرکولا است. در این فیلم فیبی داینور، ویتنی پیک و جایمن هانسو ایفای نقش می‌کنند. فیلم قرار است در تاریخ ۱ اوت ۲۰۲۵ در ایالات متحده اکران شود.

## ساخت
در می ۲۰۲۴، کلمبیا پیکچرز در حال ساخت یک فیلم علمی تخیلی و دلهره‌آور با عنوان در محاصره طوفان با نویسندگی و کارگردانی تومی ویرکولا بود و فیبی داینور نقش اصلی را بازی می‌کند، در ماه اوت، زمانی که ویتنی پیک و جایمون هانسو به بازیگران پیوستند، فیلمبرداری اصلی در استرالیا آغاز شد.